# 章家杰
丹斯里章家杰（英語：Chong Kah Kiat，1948年6月2日—），马来西亚政治人物、自由民主党党员。他曾于1995年5月至1999年3月在首相马哈迪·莫哈末的内阁中担任首相署部长。2001年3月至2003年3月任沙巴首席部长。此外，他也曾在1991年至2006年任自由民主党主席。目前章家杰是自由民主党永久名誉主席。